# Державний музей природознавства (Штутгарт)
Державний музей природознавства Штутгарта (нім. Staatliches Museum für Naturkunde Stuttgart), скорочено SMNS, -- однин з двох природничих музеїв землі Баден-Вюртемберг. 
Разом з Державним музеєм природознавства Карлсруе він є одним з найважливіших сховищ державних природничих колекцій.
Виставки демонструються у двох будівлях, розташованих у парку Розенштайн у Штутгарті: у Музеї Левентора (нім. Museum am Löwentor) розміщені виставки з палеонтології та геології. У той же час Музей Розенштайн у палаці Розенштайн зосереджується на біології та природознавстві. 
Щороку СМНС відвідують близько 110 000 осіб.
Будівля музею була спроектована німецьким архітектором та інженером Куртом Зігелем. 

## Історія
До Другої світової війни природнича колекція Баден-Вюртемберга розташовувалася на вулиці Неккарштрассе в центрі Штутгарта. 
Частина експонатів була знищена під час війни, коли оригінальна будівля була зруйнована пожежею після бомбардувань союзників. 
На щастя, більшість експонатів були врятовані і пережили війну. 
Деякі експонати також були врятовані з-під завалів зруйнованої старої будівлі музею, в тому числі вражаючий плезіозавр, який сьогодні представлений в 3D в експозиції музею Левентора.
Біологічні зразки державної колекції виставляються в палаці Розенштайн з 1954 року. 
Для палеонтологічної колекції в 1981 році було розпочато будівництво нової виставкової будівлі, яке завершилося в 1985 році.
Основна виставкова площа музею Левентора складається з одного приміщення, що має три поверхи та понад 3500 м² виставкової площі. 
Висота приміщення сягає 11 метрів. 

## Постійна виставка
Виставка Музею Левентора зосереджена переважно на скам'янілостях з його рідної землі Баден-Вюртемберг на південному заході Німеччини, а також з інших місцевостей Німеччини. 
Земля багата на скам'янілості, в тому числі з кількох відомих класичних локацій. 
Особливо добре представлені наземні та морські тріасові, морські юрські та наземні кайнозойські відкладення. 
Так, в музеї експонуються ранній прозауроподний динозавр платеозавр та інші наземні тварини з нижнього і верхнього тріасу (Бунтзандштайн і Койпер, відповідно), широкий спектр морських скам'янілостей, переважно безхребетних, (Мушелькальк), безліч іхтіозаврів, пліозаврів і плезіозаврів, а також акули зі сланців Посідонії та інших нижньоюрських утворень. 
Крім того, у великій кількості представлені вишукані юрські амоніти та інші безхребетні. 
Кайнозой представлений безхребетними і переважно хребетними тваринами з різних німецьких місцевостей, в тому числі плейстоценовим слоном і копією мумії мамонта. 
Також в експозиції представлений череп доісторичної Штайнгаймської людини . 
У музеї також зберігається вражаюча колекція скам'янілостей рослин і тварин у бурштині.

## Репатріація
У 2023 році музей став одним із семи німецьких музеїв, які повернули останки маорі та моріорі до Музею Нової Зеландії Те-Папа-Тонгарьова в Новій Зеландії
.